# UWE-1
UWE-1 (Universität Würzburg Experimentalsatellit) est un satellite de radioamateur miniature de format CubeSat construit par des étudiants de l'université de Wurtzbourg.

## Histoire
UWE-1 est l'un des trois satellites étudiants lancés dans l'espace par SSETI Express de l'Agence spatiale européenne. Le 27 octobre 2005, il est placé sur une orbite haute de 690 km. Il devait rester là pendant trois à cinq ans puis être remplacé par UWE-2. Le satellite en forme de cube pèse environ 1 kg et a une longueur d'arête de 10 cm, qui correspond à la norme CubeSat.
La fréquence de liaison descendante et de liaison montante est de 437,505 MHz, la modulation est de 9 600 bauds AFSK. Le signal radio amateur d'UWE-1 est DPØUWE. Le dernier contact avec le satellite a lieu le 17 novembre 2005. Un modèle de test UWE identique est mis à la disposition du Deutsches Museum de Munich, où il est exposé avec un modèle de test du successeur UWE-3 dans le département spatial.

## Fonction
La tâche principale d'UWE-1 est de réaliser des expériences de télécommunications. Il s'agit notamment de la transmission de données sur Internet dans des conditions spatiales, adapter les protocoles Internet communs aux conditions difficiles de l'espace. En outre, UWE-1 sert également de laboratoire d'essai pour des cellules solaires hautement efficaces dont les performances et la durabilité sont étudiées.